# Picton, Cheshire
Picton är  en by i civil parish Mickle Trafford and District, i distriktet Cheshire West and Chester, i Storbritannien. Det ligger i grevskapet Cheshire och riksdelen England, i den södra delen av landet, 260 km nordväst om huvudstaden London. Picton var en civil parish 1866–2015 när blev den en del av Mickle Trafford and District. Civil parish hade 58 invånare år 2001.